# خوان خوسيه غوميز
خوان خوسيه غوميز (بالإسبانية: Juan José Gómez)‏ (8 نوفمبر 1980 بسان ميغيل في السلفادور - ) هو لاعب كرة قدم سلفادوري في مركز حراسة المرمى. شارك مع منتخب السلفادور لكرة القدم. أما مع النوادي، فقد لعب مع سان سلفادور ‏ وC.D. Santa Clara de El Salvador ‏ ونادي لويس أنخيل فيربو ونادي أكويلا.

## وصلات خارجية
- خوان خوسيه غوميز على موقع الاتحاد الدولي (مؤرشف)  (الإنجليزية)
- خوان خوسيه غوميز على موقع قاعدة بيانات كرة القدم.إي يو (الإنجليزية)
- خوان خوسيه غوميز على موقع ناشيونال فوتبول تيمز (الإنجليزية)
- خوان خوسيه غوميز على موقع Soccerway.com (الإنجليزية)